# Dvojne sanje o pomladi (Giorgio de Chirico)
Dvojne sanje o pomladi (znane tudi kot Doppio Sogno di Primavera, 1915) je slika italijanskega metafizičnega slikarja Giorgia de Chirica.
Slika prikazuje očitno povezane, vendar ločene prizore. Prizor na levi prikazuje kip moškega v fraku od zadaj. Zdi se, kot da kip kontemplativno zre v odprto nebo. Oba prizora sta na sredini ločena z lesenim tramom, morda delom stojala. Blizu dna trama je načrtna risba notranjosti, v kateri se veliki loki in okno odpirajo v pokrajino, vključno s paličastima figurama srečanja dveh moških, in oddaljenimi gorami. Zdi se, da prizor na desni gleda na isto pokrajino z nekoliko drugačnega kota. Nad pokrajino je oblika glave krojaške lutke.
Podobne lutke se večkrat pojavijo v de Chiricovem delu (prim. Videc). Tokrat glava lutke visi nad pokrajino kot balon na vroč zrak.
Naslov je uporabil John Ashbery za svojo knjigo pesmi iz leta 1970.